# Acalolepta pontianakensis
Acalolepta pontianakensis är en skalbaggsart som först beskrevs av Stefan von Breuning 1958.  Acalolepta pontianakensis ingår i släktet Acalolepta och familjen långhorningar. Inga underarter finns listade i Catalogue of Life.